# Joseph L. Russell
Joseph Lytel Russell nasceu em 1813 em Scotland, Reino Unido. Foi o pai de Charles Taze Russell, que deu início às atividades das Testemunhas de Jeová na década de 1870. Ele era membro da classe de estudos bíblicos de Allegheny e associado íntimo de seu filho nas atividades da Sociedade Torre de Vigia até sua morte em 1897.